# Информационный дизайн

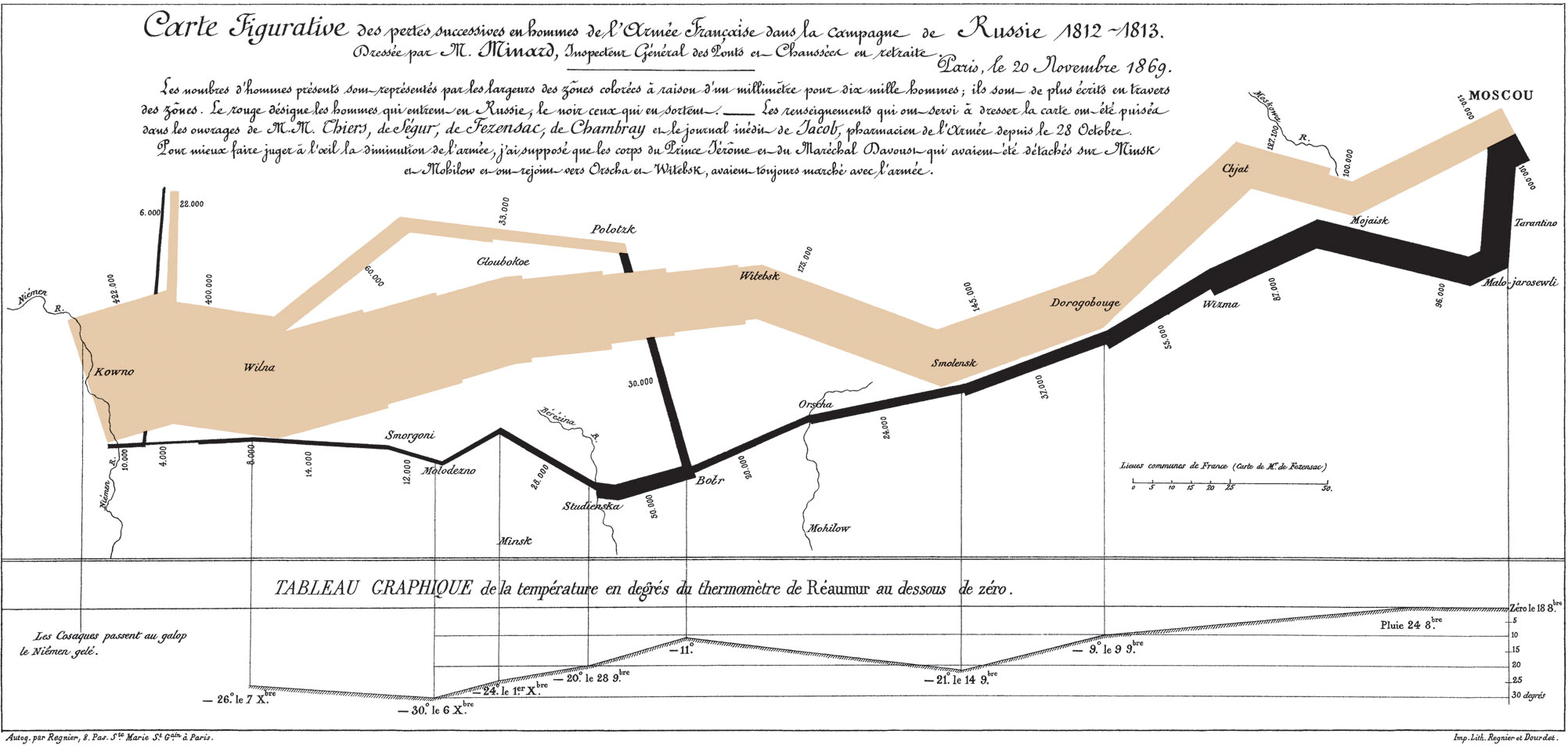
Информационный дизайн графика марша Наполеона на Российскую империю, дизайнер — Шарль Минар

Информационный дизайн — отрасль дизайна, практика художественно-технического оформления и представления различной информации с учётом эргономики, функциональных возможностей, психологических критериев восприятия информации человеком, эстетики визуальных форм представления информации и некоторых других факторов.
В информационном дизайне традиционные и новые принципы дизайна применяются к процессу преобразования сложных и неструктурированных данных в ценную, осмысленную информацию. С помощью картинок, символов, цвета, слов происходит передача идей, иллюстрация данных или визуализация отношений.

## Определения
По Роберту Хорну из Стэнфордского университета информационный дизайн — искусство и наука подготовки информации таким образом, чтобы она могла быть эффективно использована людьми.
Дино Карабег дал следующее определение информационного дизайна:

Информационный дизайн — это дизайн информации.
Оригинальный текст (англ.)
Information design is the design of information.
— 
В цитируемой работе определение развёртывается: информационный дизайн противопоставляется традиционному информированию, при котором профессионалы в своей области ведут информационную коммуникацию традиционными средствами, используя традиционные для той или иной сферы деятельности каналы. Для информационного дизайна важны ответы на следующие вопросы:
- Каковы цели информации в данной культуре?
- Как они могут достигаться эффективнее?
- Каким новым целям может служить информация?
- Как информация должна быть представлена, чтобы достичь целей?[8]

В своей статье Герлинде Шуллер (Gerlinde Schuller) приводит следующую формулу информационного дизайна:

Информационный дизайн = Сложность + Междисциплинарность + Эксперимент
Оригинальный текст (англ.){{{2}}}— 
с данными ниже объяснениями. Информационный дизайн
- делает сложные наборы фактов доступными восприятию,
- требует междисциплинарного подхода к коммуникации, например, сочетая умения графического дизайна, трёхмерного дизайна, цифровых технологий, когнитивистики, теории информации, культурологии,
- следует развивать в направлении экспериментирования, расширяя репертуар средств и не исключая из рассмотрения сложные системы.

В сборнике Information design Джеф Раскин заявил, что «информационный дизайн» — неправильное название, так как саму информацию нельзя проектировать, в отличие от способов её передачи и представления.

## Принципы
Основной источник:
Основной целью информационного дизайна является ясность коммуникации: сообщение должно не только быть точно передано отправителем, но и правильно понято получателем.
Информационный дизайн строится на функциональных и эстетических принципах.
К функциональным принципам можно отнести:
- облегчение понимания и обучения;
- чёткая структура сообщения;
- ясность;
- простота;
- единство (англ. unity) элементов сообщения;
- обеспечение высокого качества сообщения;
- уменьшение стоимости.

К эстетическим принципам относятся:
- гармония и пропорциональность.

## История
Термин англ. information design, обозначающий междисциплинарную область исследований, появился в 1970-х. Некоторые графические дизайнеры стали использовать этот термин, а в 1979 году стал выпускаться журнал «Information Design Journal». По воспоминаниям редактора журнала, новое издание имело целью привнести дизайнерский процесс (планирование) в информационную коммуникацию, содержание и язык в дополнение к форме, в противовес броской информационной графике той поры. Необходимость наглядного представления информации возникла давно, и характерные для информационного дизайна работы в виде инфографики появились задолго до определения самого понятия:
- Иллюстрация из «Эссэ о рабстве и коммерции рода человеческого» Томаса Кларксона, 1786;
- Карта распространения холеры Джона Шоу[англ.], 1854;
- Марш Наполеона Шарля Минарда, 1861;
- Карта лондонской подземки Харри Бека[англ.], 1933[13];
- Диаграмма отношения музыкальных нот Куинби (англ. E.J. Quinby), 1941[14]

и другие.

Работы информационного дизайна
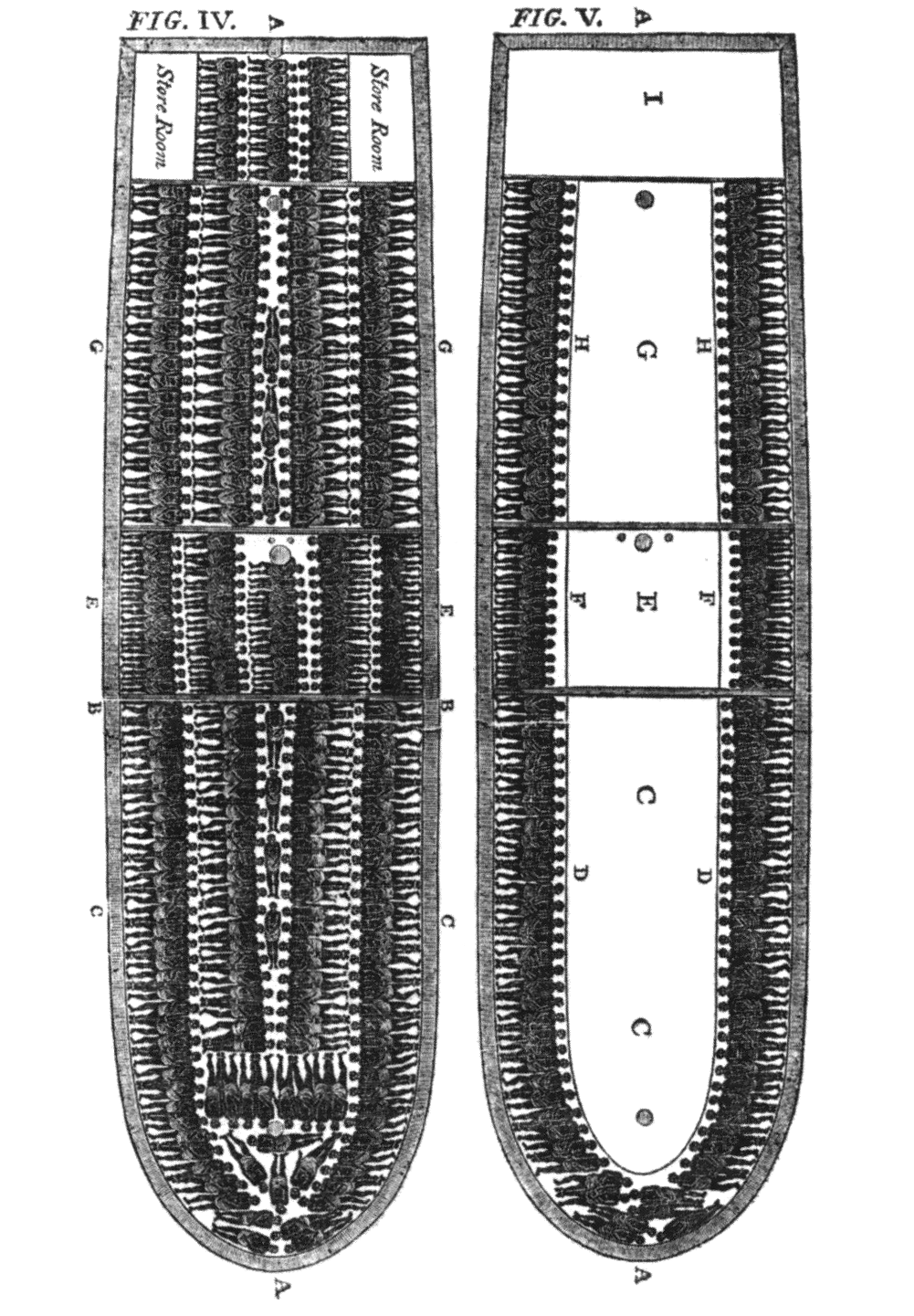
Расположение рабов на борту корабля, 1786
Карта метро Вашингтона
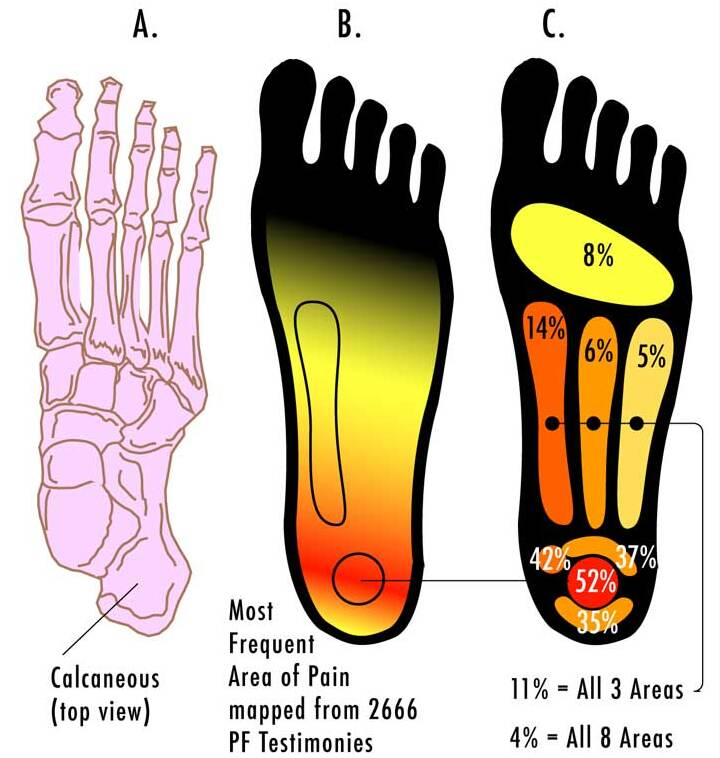
Области болей в ступне

## Методы дизайна

### Сортировка карточек
Сортировка карточек является одним из методов проектирования структуры веб-портала или программного приложения, в котором участвуют потенциальные пользователи. Метод направлен на выявление структуры, упрощающей нахождение нужной информации пользователями. Суть метода заключается в распределении карточек с названиями материалов сайта по группам. Имеются открытая и закрытая разновидности метода, в зависимости от того, имеют ли пользователи возможность создавать свои группы или же набор групп жёстко задан. К достоинствам метода относятся его простота, дешевизна, быстрота проведения, проверенность временем, привлекательность для пользователей. К недостаткам можно отнести отсутствие учёта задач пользователей, разброс результатов, трудоёмкость анализа результатов, возможная поверхностность.

## Распространённые приёмы
Основные источники:

### Акцентирование
Изменением различных параметров текста (размера и начертания шрифта, позиции, и т. п.) можно добиться контраста для части текста, на который необходимо обратить внимание читателя.

### Параллельное изложение
Заметки на полях — параллельные тексты, фонарики (жарг.) — помогают привлечь внимание к наиболее важным моментам.

### Добавление «воздуха»
Значимые части материала можно выделить путём окружения его пустым пространством — «воздухом». «Воздушный» документ и его части приятнее и легче читать, придаёт тексту изящество.

## Излишняя усложнённость
Одной из проблем с информационным дизайном можно считать его излишнюю усложнённость (англ. over-designed), которая может выражаться в наличии отвлекающих внимание элементов.

## Применение
Информационный дизайн находит применение в различных областях деятельности, таких как:
- информационные материалы (в любом виде)  формы для получения информации;
- внутренний документооборот предприятия;
- указатели и организация среды для ориентации (англ. wayfinding) в пространстве;

## Известные информационные дизайнеры
- Тафти, Эдвард[21]
- Раскин, Джеф[22]
- Артемий Лебедев
- Артём Горбунов[источник не указан 4717 дней]
- Ладислав Сутнар[англ.]
- Отто Неурат
- Ричард Саул Вурман[23]